# Động vật nửa dây sống
Ngành Động vật nửa dây sống (danh pháp khoa học: Hemichordata) là một ngành chứa các động vật miệng thứ sinh giống như giun, sống trong lòng đại dương, nói chung được coi là nhóm có quan hệ họ hàng với động vật da gai (Echinodermata). Chúng có lẽ đã xuất hiện vào cuối hay giữa kỷ Cambri và bao gồm một lớp quan trọng chứa các hóa thạch, gọi là lớp Bút thạch (Graptolithina), phần lớn trong chúng đã bị tuyệt chủng vào kỷ Than Đá. Chúng dường như có dạng nguyên thủy của dây sống, nhưng điều này rất có thể chỉ là kết quả của tiến hóa hội tụ. Ống thần kinh rỗng tồn tại ở một số loài (ít nhất là ở giai đoạn đầu của sự sống của chúng), có lẽ là đặc điểm nguyên thủy mà chúng chia sẻ với tổ tiên chung của động vật có dây sống (Chordata) và phần còn lại của siêu ngành Động vật miệng thứ sinh (Deuterostomia). Hệ thống cơ trong ruột của chúng rất kém phát triển, và thức ăn được vận chuyển thông qua đó chủ yếu là nhờ các lông rung che phủ bề mặt bên trong của ruột.
Nhóm động vật còn tồn tại trong ngành Hemichordata được chia thành 2 lớp: Enteropneusta, nói chung hay được gọi là giun vòi quả đầu và Pterobranchia, trong đó rất có thể bao gồm cả Graptolithina. Lớp thứ ba, Planctosphaeroidea, là lớp được đề xuất trên cơ sở của một loài duy nhất (Planctosphaera pelagica) chỉ được biết đến ở dạng ấu trùng. Ngành này chứa khoảng 100 loài còn tồn tại. Vị trí phân loại chính xác của Hemichordata và việc nhóm này có phải là đơn ngành hay không hiện tại đang bị tranh cãi. Một trong các đề xuất cho rằng Pterobranchia là nhóm động vật miệng thứ sinh cơ sở, trong khi Enteropneusta là nhánh xuất hiện sớm của dòng dõi dẫn tới Chordata.

## Hình ảnh

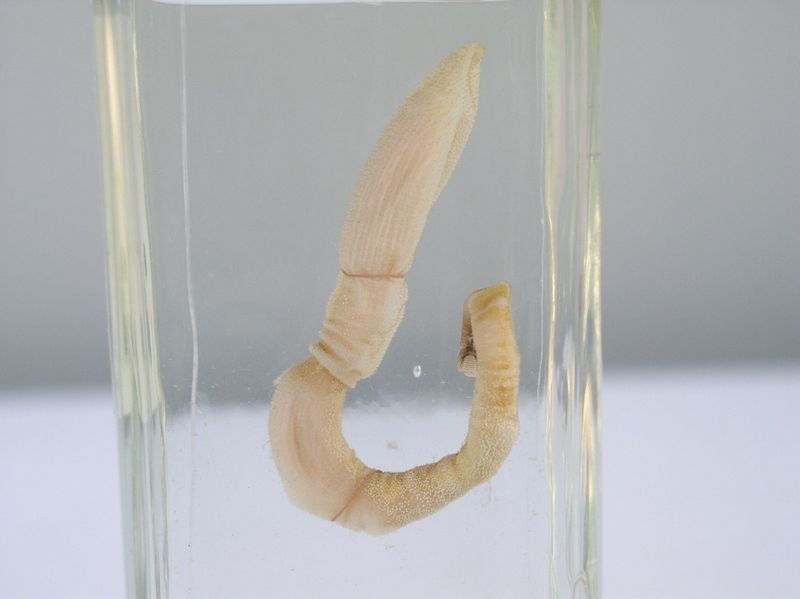
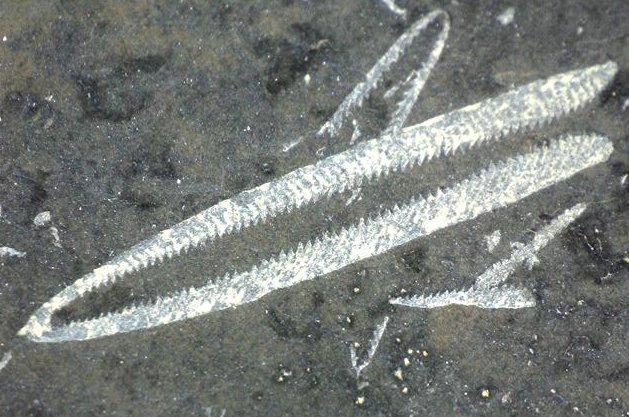
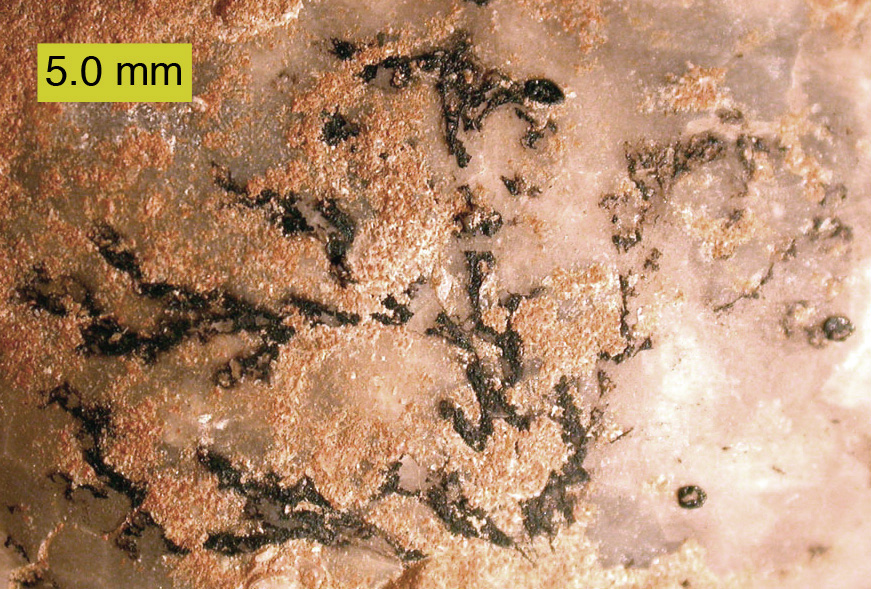